# Asota discreta
Asota discreta là một loài bướm đêm trong họ Erebidae.